# WCW World Tag Team Championship
Le WCW World Tag Team Championship (que l'on peut traduire par championnat du monde par équipes de la WCW) est un championnat de catch utilisé par la World Championship Wrestling (WCW). Il est créé par Jim Crockett Promotions (en), un territoire de la National Wrestling Alliance (NWA) couvrant la Caroline du Nord et la Caroline du Sud, dans la deuxième moitié des années 1970 sous le nom de NWA World Tag Team Championship (version Mid-Atlantic) (que l'on peut traduire par championnat du monde par équipes de la NWA (version Mid-Atlantic)). En 1988, Ted Turner rachète Jim Crockett Promotions qu'il renomme en World Championship Wrestling.

## Histoire
Les titres étaient créés en 1975 pour la fédération Mid-Atlantic Wrestling comme leur version du World Tag Team Championship. Les titres étaient reconnus comme le NWA World Tag Team Championship par la Jim Crockett Promotions, Inc. (plus tard World Championship Wrestling) jusqu'en 1991, quand la WCW se séparait de la NWA et que les titres soient renommés  WCW World Tag Team Championship. 
La NWA ne reconnaissait pas officiellement des World Tag Team Champions, comme il y avait nombre de titres régionaux par équipes affiliés à la NWA comme des titres « mondiaux ». Ainsi, la JCP n'a jamais officiellement référé son championnat comme un titre NWA. Ils étaient simplement appelés les « World Tag Team Champions ». Il aura fallu attendre le milieu des années 1980 et que la JCP devienne la promotion numéro un de la NWA, pour que le titre soit référé comme le NWA World Tag Team Championship. 
La NWA, qui débutait comme un nom de division pour le fondateur de l'organisation Pinky George dans les années 1940 (avant d'être le nom officiel de l'organisation en 1948), ne reconnaissait pas de « NWA World Tag Team Champions » officiels jusqu'en  1992, quand Terry Gordy & Steve Williams remportaient un tournoi pour décrocher cet honneur.
Les premiers World Tag Team Champions sous la bannière de la WCW banner étaient Doom, qui détenait la version du NWA World Tag Team Championship qui était créée par la Mid Atlantic Championship Wrestling et donc reconnue par la WCW. Les titres étaient renommés WCW World Tag Team Championship en janvier 1991 après la séparation entre la WCW et NWA. De juillet 1992 à septembre 1993, le WCW World Tag Team Championship était unifié avec la version actuelle du NWA World Tag Team Championship, mais les titres étaient séparés quand la WCW coupait de nouveau les ponts avec la National Wrestling Alliance.
En mars 2001, la World Wrestling Federation rachetait la World Championship Wrestling. Par la suite, Vince McMahon orchestrait l'« Invasion » une storyline, dans laquelle l'Alliance finissait par échouer. Pendant cette « Invasion », seulement quatre titres de la WCW restaient actifs, dont ce titre par équipes, dont le nom était écourté en WCW Tag Team Championship. À la conclusion de l'"Invasion" aux Survivor Series 2001, le WCW Tag Team Championship et le WWF Tag Team Championship étaient unifiés dans un Steel cage match quand les champions par équipes de la WCW, The Dudley Boyz, battaient ceux de la WWF, The Hardy Boyz. Résultats, les Dudley Boyz étaient les derniers champions par équipes de la WCW.
Chris Benoit, Mick Foley, et les Dudley Boyz (Bubba Ray Dudley & D-Von Dudley), sont les seules personnes à avoir détenu le WCW Tag Team Championship, WWF Tag Team Championship, et ECW Tag Team Championship. Benoit et les Dudley Boyz ont aussi détenus en plus le titre exclusif à WWE SmackDown, le WWE Tag Team Championship, et les Dudleyz (maintenant connus sous le nom Team 3D) ont détenu les titres par équipes de la NWA et de la TNA.

## Liste des champions

### Reconnus par la National Wrestling Alliance
Ces titres sont uniquement reconnus par la National Wrestling Alliance,.
| #  | Catcheurs / équipes                     | Règne no | Date              | Jours | Lieu       | Notes |
| -- | --------------------------------------- | -------- | ----------------- | ----- | ---------- | --- |
| 1  | Gene Anderson et Ole Anderson           | 1        | 29 janvier 1975   | 160   | Raleigh    | |
| 2  | Paul Jones et Wahoo McDaniel            | 1        | 15 mai 1975       | 27    | Greensboro | |
| 3  | Gene Anderson et Ole Anderson           | 2        | 11 juin 1975      | 230   | Raleigh    | |
| 4  | Rufus R. Jones et Wahoo McDaniel (2)    | 1        | 27 janvier 1976   | 7     | Columbia   | |
| 5  | Gene Anderson et Ole Anderson           | 3        | 3 février 1976    | 92    | Raleigh    | |
| 6  | Dino Bravo et Mr. Wrestling             | 1        | 9 mai 1976        | 54    | Raleigh    | |
| 7  | Gene Anderson et Ole Anderson           | 4        | 28 juin 1976      | 181   | Raleigh    | |
| 8  | Ric Flair et Greg Valentine             | 1        | 26 décembre 1976  | 133   | Greensboro | |
| 9  | Gene Anderson et Ole Anderson           | 5        | 9 mai 1977        | 138   | Charlotte  | |
| 10 | Dusty Rhodes et Dick Slater             | 1        | 23 septembre 1977 | 7     | Atlanta    | |
| 11 | Gene Anderson et Ole Anderson           | 6        | 30 septembre 1977 | 30    | Atlanta    | |
| 12 | Ric Flair et Greg Valentine             | 2        | 30 octobre 1977   | 153   | Atlanta    | |
| /  | Vacant                                  | 1        | avril 1978        |       |            | Flair et Valentine étaient forcé de rendre le titre par la NWA pour avoir pris l'habitude de terminer leur match par disqualification (au catch si les détenteurs d'un titre perdent un match où celui-ci est un jeu par disqualification, le titre ne change pas de main). |
| 13 | Paul Jones (2) et Ricky Steamboat       | 1        | 23 avril 1978     | 45    | Greensboro | Jones et Steamboat gagnaient les titres dans un tournoi les opposant à dix autres équipes. |
| 14 | Baron Von Raschke et Greg Valentine (3) | 1        | 7 juin 1978       | 177   | Greensboro | |
| 15 | Paul Orndorff et Jimmy Snuka            | 1        | Décembre 1978     | 148   |            | |
| 16 | Paul Jones (3) et Baron Von Raschke (2) | 1        | 28 avril 1979     | 102   |            | |
| 17 | Ric Flair (3) et Blackjack Mulligan     | 1        | 8 août 1979       | 14    | Greensboro | |
| 18 | Paul Jones (4) et Baron Von Raschke (3) | 2        | 22 août 1979      | 63    | Raleigh    | |
| 19 | Ricky Steamboat (2) et Jay Youngblood   | 1        | 24 octobre 1979   | 157   | Raleigh    | |

### Reconnus par la World Championship Wrestling/World Wrestling Federation
Ces titres sont uniquement reconnus par la World Championship Wrestling/World Wrestling Federation.
| #   | Catcheurs                                                                 | Règne no | Date              | Jours     | Lieu                  | Évènements et notes |
| --- | ------------------------------------------------------------------------- | -------- | ----------------- | --------- | --------------------- | --- |
| 20  | Ray Stevens et Greg Valentine (4)                                         | 1        | 29 mars 1980      | 42        | Charlotte             | |
| 21  | Ricky Steamboat (3) et Jay Youngblood (2)                                 | 2        | 10 mai 1980       | 43        | Greensboro            | |
| 22  | Ray Stevens (2) et Jimmy Snuka (2)                                        | 1        | 22 juin 1980      | 158       | Greensboro            | |
| 23  | Paul Jones (5) et Masked Superstar                                        | 1        | 27 novembre 1980  | 87        | Greensboro            | |
| 24  | Ivan Koloff et Ray Stevens (3)                                            | 1        | 22 février 1981   | 0         | Greensboro            | |
| 25  | Paul Jones (6) et Masked Superstar (2)                                    | 2        | 22 février 1981   | 68        | Greensboro            | |
| 26  | Gene Anderson et Ole Anderson                                             | 7        | 1er mai 1981      | 215[note] | Richmond              | |
| /   | Vacant                                                                    | 2        | Décembre 1981     |           |                       | Le titre était déclaré vacant à la suite d'une blessure de Gene. |
| 27  | Ole Anderson (8) et Stan Hansen                                           | 1        | 28 février 1982   | 185[note] | Atlanta               | Anderson et Hansen remportaient les titres lors de la finale d'un tournoi. |
| /   | Vacant                                                                    | 3        | Septembre 1982    |           |                       | |
| 28  | Don Kernodle et Sgt. Slaughter                                            | 1        | Septembre 1982    |           |                       | Kernodle et Slaughter gagnaient les titres dans un tournoi fictionnel. |
| 29  | Ricky Steamboat (4) et Jay Youngblood (3)                                 | 3        | 12 mars 1983      | 98        | Greensboro            | |
| 30  | Jack et Jerry Brisco                                                      | 1        | 18 juin 1983      | 107       | Greenville            | |
| 31  | Ricky Steamboat (5) et Jay Youngblood (4)                                 | 4        | 3 octobre 1983    | 18        | Greenville            | |
| 32  | Jack et Jerry Brisco                                                      | 2        | 21 octobre 1983   | 34        | Richmond              | |
| 33  | Ricky Steamboat (6) et Jay Youngblood (5)                                 | 5        | 24 novembre 1983  | 31        | Greensboro            | Starrcade 1983 |
| /   | Vacant                                                                    | 4        | 25 décembre 1983  | 14        |                       | La NWA rendait le titre vacant lorsque Steamboat mettait fin à sa carrière de catcheur. |
| 34  | Don Kernodle (2) et Bob Orton, Jr.                                        | 1        | 8 janvier 1984    | 56        | Charlotte             | Kernodle et Orton, Jr. remportaient les titres lors de la finale d'un tournoi. |
| 35  | Wahoo McDaniel (3) et Mark Youngblood                                     | 1        | 4 mars 1984       | 30        | Charlotte             | |
| 36  | Jack et Jerry Brisco                                                      | 3        | 4 avril 1984      | 31        | Spartanburg           | |
| 37  | Wahoo McDaniel (4) et Mark Youngblood (2)                                 | 2        | 5 mai 1984        | 3         | Greensboro            | |
| 38  | Don Kernodle (3) et Ivan Koloff                                           | 1        | 8 mai 1984        | 165       | Raleigh               | |
| 39  | Manny Fernandez et Dusty Rhodes (2)                                       | 1        | 20 octobre 1984   | 150       | Raleigh               | |
| 40  | Ivan (3) et Nikita Koloff                                                 | 1        | 18 mars 1985      | 113       | Fayetteville          | Durant ce règne, Krusher Khrushchev joignait les Koloff pour former une équipe de trois appelée Freebird Rule amenant le titre à être défendu par les 3 catcheurs.                                                                |
| 41  | Robert Gibson et Ricky Morton (The Rock 'n' Roll Express)                 | 1        | 9 juillet 1985    | 96        | Shelby                | |
| 42  | Ivan (4) et Nikita Koloff (2)                                             | 2        | 13 octobre 1985   | 46        | Charlotte             | |
| 43  | Robert Gibson et Ricky Morton (The Rock 'n' Roll Express)                 | 2        | 28 novembre 1985  | 66        | Greensboro            | Starrcade 1985 |
| 44  | Dennis Condrey et Bobby Eaton (The Midnight Express)                      | 1        | 2 février 1986    | 195       | Atlanta               | |
| 45  | Robert Gibson et Ricky Morton (The Rock 'n' Roll Express)                 | 3        | 16 août 1986      |           | Philadelphie          | |
| 46  | Manny Fernandez (2) et Rick Rude                                          | 1        | 6 décembre 1986   | 150       | Atlanta               | |
| 47  | Robert Gibson et Ricky Morton (The Rock 'n' Roll Express)                 | 4        | 26 mai 1987       | 126       |                       | Rude partait à la WWF et la NWA offrait les titres à Rock 'n' Roll Express. |
| 48  | Arn Anderson et Tully Blanchard                                           | 1        | 29 septembre 1987 | 180       | Misenheimer           | |
| 49  | Lex Luger et Barry Windham                                                | 1        | 27 mars 1988      | 24        | Greensboro            | Clash of the Champions I |
| 50  | Arn Anderson et Tully Blanchard                                           | 2        | 20 avril 1988     | 143       | Jacksonville          | |
| 51  | Bobby Eaton (2) et Stan Lane (The Midnight Express)                       | 1        | 10 septembre 1988 | 49        | Philadelphie          | |
| 52  | Animal et Hawk (Road Warriors)                                            | 1        | 29 octobre 1988   | 155       | La Nouvelle-Orléans   | |
| 53  | Mike Rotunda et Steve Williams (Varsity Club)                             | 1        | 2 avril 1989      | 35        | La Nouvelle-Orléans   | Clash of the Champions VI: Ragin' Cajun |
| /   | Vacant                                                                    | 5        | 7 mai 1989        |           | Nashville             | À Wrestle War 1989, Rotunda et Williams étaient obligés de rendre les titres pour mauvaise conduite. |
| 54  | Jimmy Garvin et Michael Hayes (The Fabulous Freebirds)                    | 1        | 14 juin 1989      | 140       | Fort Bragg            | À Clash of the Champions VII: Guts and Glory, Garvin et Hayes remportaient les titres lors de la finale d'un tournoi. |
| 55  | Rick et Scott Steiner (Steiner Brothers)                                  | 1        | 1er novembre 1989 | 199       | Atlanta               | |
| 56  | Butch Reed et Ron Simmons (Doom)                                          | 1        | 19 mai 1990       | 282       | Washington            | À Capital Combat. C'est le dernier règne reconnu par la NWA, les suivants le sont par la WCW. L'équipe Doom était reconnue comme les Champions du monde par équipes de la WCW.                                                    |
| 57  | Jimmy Garvin et Michael Hayes (The Fabulous Freebirds)                    | 2        | 24 février 1991   | -6        | Phoenix               | Le fameux « règne négatif » : le match où les Freebirds perdaient les titres contre les Steiner Brothers était enregistré 6 jours avant qu'il ne gagnaient contre eux le 18 février 1991, alors que Doom restaient les champions. |
| 58  | The Steiner Brothers                                                      | 2        | 18 février 1991   | 150       | Montgomery            | Enregistré le 18 février 1991. |
| /   | Vacant                                                                    | 6        | 18 juillet 1991   |           |                       | Vacant à la suite d'une blessure de Scott Steiner. |
| 59  | Arn Anderson (3) et Larry Zbyszko (The Enforcers)                         | 1        | 5 septembre 1991  | 75        | Augusta               | Ont battu Rick Steiner & Bill Kazmaier dans la finale d'un tournoi. |
| 60  | Ricky Steamboat (7) et Dustin Rhodes                                      | 1        | 19 novembre 1991  | 58        | Savannah              | |
| 61  | Arn Anderson (4) et Bobby Eaton (3)                                       | 1        | 16 janvier 1992   | 108       | Jacksonville          | |
| 62  | Rick et Scott Steiner (Steiner Brothers)                                  | 3        | 3 mai 1992        | 63        | Chicago               | |
| 63  | Terry Gordy et Steve Williams (2)                                         | 1        | 5 juillet 1992    | 78        | Atlanta               | |
| 64  | Barry Windham (2) et Dustin Rhodes (2)                                    | 1        | 21 septembre 1992 | 58        | Atlanta               | |
| 65  | Ricky Steamboat (8) et Shane Douglas                                      | 1        | 18 novembre 1992  | 104       | Macon                 | À Clash of the Champions XXI. |
| 66  | Steve Austin et Brian Pillman (Hollywood Blondes)                         | 1        | 2 mars 1993       | 169       | Macon                 | À WCW Power Hour. |
| 67  | Arn Anderson (5) et Paul Roma                                             | 1        | 18 août 1993      | 32        | Daytona Beach         | À Clash of the Champions XXIV, ils ont battu Austin & Lord Steven Regal qui remplaçait Pillman blessé. La NWA récupérait son titre quand la WCW se séparait d'elle.                                                               |
| 68  | Jerry Sags et Brian Knobbs (The Nasty Boys)                               | 1        | 19 septembre 1993 | 15        | Houston               | |
| 69  | Marcus Bagwell et 2 Cold Scorpio                                          | 1        | 4 octobre 1993    | 20        | Columbus              | |
| 70  | Jerry Sags et Brian Knobbs (The Nasty Boys)                               | 2        | 24 octobre 1993   | 210       | La Nouvelle-Orléans   | À Halloween Havoc (1993). |
| 71  | Cactus Jack et Kevin Sullivan                                             | 1        | 22 mai 1994       | 56        | Philadelphie          | À Slamboree (1993) |
| 72  | Paul Roma (2) et Paul Orndorff (2) (Pretty Wonderful)                     | 1        | 17 juillet 1994   | 70        | Orlando               | Bash at the Beach (1994) |
| 73  | Marcus Bagwell (2) et The Patriot (Stars 'n' Stripes)                     | 1        | 25 septembre 1994 | 28        | Atlanta               | |
| 74  | Paul Roma (3) et Paul Orndorff (3) (Pretty Wonderful)                     | 2        | 23 octobre 1994   | 24        | Détroit               | Halloween Havoc (1994). |
| 75  | Marcus Bagwell (3) et The Patriot (2) (Stars 'n' Stripes)                 | 2        | 16 novembre 1994  | 22        | Jacksonville          | Clash of the Champions XXIX |
| 76  | Booker T et Stevie Ray (Harlem Heat)                                      | 1        | 8 décembre 1994   | 164       | Atlanta               | |
| 77  | Jerry Sags et Brian Knobbs (The Nasty Boys)                               | 3        | 21 mai 1995       | 34        | St. Petersburg        | Slamboree. |
| 78  | Booker T et Stevie Ray (Harlem Heat)                                      | 2        | 24 juin 1995      | 28        | Atlanta               | |
| 79  | Dick Slater (2) et Bunkhouse Buck                                         | 1        | 22 juillet 1995   | 57        | Atlanta               | |
| 80  | Booker T et Stevie Ray (Harlem Heat)                                      | 3        | 17 septembre 1995 | 1         | Asheville             | Fall Brawl (1995). |
| 81  | Marcus Bagwell (4) et Scott Riggs (The American Males)                    | 1        | 18 septembre 1995 | 9         | Johnson City          | WCW Monday Nitro |
| 82  | Booker T et Stevie Ray (Harlem Heat)                                      | 4        | 27 septembre 1995 | 117       | Atlanta               | |
| 83  | Sting et Lex Luger (2)                                                    | 1        | 22 janvier 1996   | 154       | Las Vegas             | WCW Nitro |
| 84  | Booker T et Stevie Ray (Harlem Heat)                                      | 5        | 24 juin 1996      | 30        | Charlotte             | |
| 85  | Rick et Scott Steiner (Steiner Brothers)                                  | 4        | 24 juillet 1996   | 3         | Cincinnati            | |
| 86  | Booker T et Stevie Ray (Harlem Heat)                                      | 6        | 27 juillet 1996   | 58        | Dayton                | |
| 87  | Johnny Grunge et Rocco Rock (Public Enemy)                                | 1        | 23 septembre 1996 | 8         | Birmingham            | |
| 88  | Booker T et Stevie Ray (Harlem Heat)                                      | 7        | 1er octobre 1996  | 26        | Canton                | |
| 89  | Kevin Nash et Scott Hall (The Outsiders)                                  | 1        | 27 octobre 1996   | 91        | Las Vegas             | Halloween Havoc (1996). |
| 90  | Rick et Scott Steiner (Steiner Brothers)                                  | 5        | 26 janvier 1997   | 1         | Cedar Rapids          | Souled Out (1997). |
| 91  | Kevin Nash et Scott Hall (The Outsiders)                                  | 2        | 27 janvier 1997   | 27        |                       | Les titres étaient redonnés par Eric Bischoff. |
| 92  | Lex Luger (3) et The Giant                                                | 1        | 23 février 1997   | 1         | San Francisco         | SuperBrawl (1997). |
| 93  | Kevin Nash et Scott Hall (The Outsiders)                                  | 3        | 24 février 1997   | 231       | Sacramento            | Les titres étaient redonnés par Eric Bischoff. |
| 94  | Rick et Scott Steiner (Steiner Brothers)                                  | 6        | 13 octobre 1997   | 91        | Tampa                 | Ont battu Hall & Syxx, remplaçant Nash blessé. |
| 95  | Kevin Nash et Scott Hall (The Outsiders)                                  | 4        | 12 janvier 1998   | 28        | Jacksonville          | |
| 96  | Rick et Scott Steiner (Steiner Brothers)                                  | 7        | 9 février 1998    | 13        | El Paso               | |
| 97  | Kevin Nash et Scott Hall (The Outsiders)                                  | 5        | 22 février 1998   | 84        | San Francisco         | SuperBrawl (1998). |
| 98  | Sting (2) et The Giant (2)                                                | 1        | 17 mai 1998       | 18        | Worcester             | Slamboree (1998). |
| /   | Vacant                                                                    | 7        | 4 juin 1998       |           |                       | Vacant quand l'équipe se séparait |
| 99  | Sting (3) et Kevin Nash (6)                                               | 1        | 15 juin 1998      | 35        | Uniondale             | Sting battait The Giant au Great American Bash pour pouvoir choisir Nash comme son partenaire la nuit suivante. |
| 100 | Scott Hall (6) et The Giant (3)                                           | 1        | 20 juillet 1998   | 98        | Salt Lake City        | |
| 101 | Rick Steiner (8) et Kenny Kaos                                            | 1        | 26 octobre 1998   | 70        | Phoenix               | Steiner remportait les titres lui-même et choisissait Kaos comme son partenaire. |
| /   | Vacant                                                                    | 8        | 4 janvier 1998    |           |                       | Vacant à la suite de la blessure de Steiner. |
| 102 | Barry Windham (3) et Curt Hennig                                          | 1        | 21 février 1999   | 21        | Oakland               | Ont battu Chris Benoit et Dean Malenko dans la finale d'un tournoi à SuperBrawl (1999). |
| 103 | Chris Benoit et Dean Malenko                                              | 1        | 14 mars 1999      | 15        | Louisville            | WCW Uncensored (1999). |
| 104 | Rey Misterio, Jr. et Billy Kidman                                         | 1        | 29 mars 1999      | 41        | Toronto               | |
| 105 | Raven et Perry Saturn                                                     | 1        | 9 mai 1999        | 22        | St. Louis             | Slamboree (1999). |
| 106 | Diamond Dallas Page et Bam Bam Bigelow                                    | 1        | 31 mai 1999       | 10        | Houston               | |
| 107 | Chris Benoit (2) et Perry Saturn (2)                                      | 1        | 10 juin 1999      | 3         | Syracuse              | WCW Thunder |
| 108 | Jersey Triad (Diamond Dallas Page (2), Bam Bam Bigelow (2) et Kanyon (2)) | 1        | 13 juin 1999      | 62        | Baltimore             | The Great American Bash (1999) |
| 109 | Booker T et Stevie Ray (Harlem Heat)                                      | 8        | 14 août 1999      | 9         | Sturgis               | Ont battu Bigelow et Kanyon. |
| 110 | Barry Windham (4) et Kendall Windham                                      | 1        | 23 août 1999      | 20        | Las Vegas             | |
| 111 | Booker T et Stevie Ray (Harlem Heat)                                      | 9        | 12 septembre 1999 | 36        | Winston-Salem         | Fall Brawl (1999). |
| 112 | Konnan et Rey Misterio, Jr. (2)                                           | 1        | 18 octobre 1999   | 6         | Philadelphie          | |
| 113 | Booker T et Stevie Ray (Harlem Heat)                                      | 10       | 24 octobre 1999   | 1         | Las Vegas             | Ont remporté un match hardcore à 3 équipe avec Konnan/Kidman et Brian Knobbs/Hugh Morrus à Halloween Havoc (1999). |
| 114 | Konnan (2) et Billy Kidman (2)                                            | 1        | 25 octobre 1999   | 28        | Phoenix               | |
| 115 | Creative Control (Gerald et Patrick)                                      | 1        | 22 novembre 1999  | 15        | Auburn Hills          | |
| 116 | Bret Hart et Goldberg                                                     | 1        | 7 décembre 1999   | 6         | Madison               | |
| 117 | Kevin Nash et Scott Hall (The Outsiders)                                  | 6        | 13 décembre 1999  | 14        | La Nouvelle-Orléans   | |
| /   | Vacant                                                                    | 9        | 27 décembre 1999  |           |                       | Vacant à la suite de la blessure de Hall. |
| 118 | David Flair et Crowbar                                                    | 1        | 3 janvier 2000    | 15        | Greenville            | Ont battu Kevin Nash et Scott Steiner dans la finale d'un tournoi. |
| 119 | The Mamalukes (Johnny the Bull et Big Vito)                               | 1        | 18 janvier 2000   | 25        | Evansville            | |
| 120 | Ron Harris et Don Harris Creative Control                                 | 2        | 12 février 2000   | 1         | Oberhausen, Allemagne | |
| 121 | Johnny the Bull et Big Vito The Mamalukes                                 | 2        | 13 février 2000   | 35        | Leipzig, Allemagne    | |
| 122 | Ron Harris et Don Harris Creative Control                                 | 3        | 19 mars 2000      | 22        | Miami                 | WCW Uncensored (2000). |
| /   | Vacant                                                                    | 10       | 10 avril 2000     |           |                       | Tous les titres de la WCW étaient déclarés vacants par Vince Russo et Eric Bischoff le 10 avril 2000 pour repartir de zéro à la WCW.                                                                                              |
| 123 | Shane Douglas (2) et Buff Bagwell (5)                                     | 1        | 16 avril 2000     | 29        | Chicago               | Ont battu Ric Flair et Lex Luger dans la finale d'un tournoi à Spring Stampede. |
| 124 | Brian Adams et Bryan Clark (KroniK)                                       | 1        | 15 mai 2000       | 15        | Biloxi                | |
| 125 | Shawn Stasiak et Chuck Palumbo (Perfect Event)                            | 1        | 30 mai 2000       | 40        | Nampa                 | |
| 126 | Brian Adams et Bryan Clark (KroniK)                                       | 2        | 9 juillet 2000    | 35        | Daytona Beach         | Bash at the Beach (2000) |
| 127 | The Great Muta et Vampiro                                                 | 1        | 13 août 2000      | 1         | Vancouver             | New Blood Rising (2000) |
| 128 | Rey Misterio, Jr. (3) et Juventud Guerrera                                | 1        | 14 août 2000      | 35        | Kelowna               | |
| /   | Vacant                                                                    | 11       | 18 septembre 2000 |           |                       | |
| 129 | Sean O'Haire et Mark Jindrak                                              | 1        | 25 septembre 2000 | 14        | Uniondale             | Ont remporté une bataille royale. |
| 130 | Lieutenant Loco et Corporal Cajun (Misfits in Action)                     | 1        | 9 octobre 2000    | 0         | Sydney, Australie     | |
| 131 | Sean O'Haire et Mark Jindrak                                              | 2        | 9 octobre 2000    | 38        | Sydney, Australie     | |
| 132 | Boogie Knights (Alex Wright et Disco Inferno)                             | 1        | 16 novembre 2000  | 4         | Oberhausen, Allemagne | Millennium Final |
| 133 | Shawn Stasiak et Chuck Palumbo Perfect Event                              | 2        | 20 novembre 2000  | 6         | Augusta               | |
| 134 | Diamond Dallas Page (3) et Kevin Nash (8) (The Insiders)                  | 1        | 26 novembre 2000  | 8         | Milwaukee             | |
| 135 | Shawn Stasiak et Chuck Palumbo Perfect Event                              | 3        | 4 décembre 2000   | 13        |                       | Les titres étaient redonnés par le Commissionnaire de la WCW Mike Sanders. |
| 136 | Diamond Dallas Page (4) et Kevin Nash (9) (The Insiders)                  | 2        | 17 décembre 2000  | 28        | Washington            | Starrcade (2000) |
| 137 | Chuck Palumbo (4) et Sean O'Haire (3)                                     | 1        | 14 janvier 2001   | 205       | Indianapolis          | WCW Sin. La WCW a été acquis par la WWF. |
| 138 | The Undertaker et Kane (Brothers of Destruction)                          | 1        | 7 août 2001       | 49        | Los Angeles           | Devenait la première équipe à détenir les titres par équipes de la WWF et de la WCW au même moment. |
| 139 | Booker T (11) et Test                                                     | 1        | 25 septembre 2001 | 13        | Dayton                | |
| 140 | Matt et Jeff (Hardy Boyz)                                                 | 1        | 8 octobre 2001    | 15        | Indianapolis          | |
| 141 | Bubba Ray et D-Von (Dudley Boyz)                                          | 1        | 23 octobre 2001   |           | Omaha                 | Devenait la première (et unique) équipe à détenir les ECW, WWF, et WCW Tag Team Titles. Unifié avec le WWF Tag Team Championship.                                                                                                 |

## Règnes combinés

### Par équipe
| #   | Équipe                                                      | Nombre de règnes | Jours combinés |
| --- | ----------------------------------------------------------- | ---------------- | -------------- |
| 1.  | The Minnesota Wrecking Crew (Ole Anderson et Gene Anderson) | 7                | 992[note]      |
| 2.  | The Steiner Brothers (Rick et Scott Steiner)                | 7                | 520            |
| 3.  | The Outsiders (Scott Hall et Kevin Nash)                    | 6                | 475            |
| 4.  | Harlem Heat (Booker T et Stevie Ray)                        | 10               | 470            |
| 5.  | The Rock 'n' Roll Express (Robert Gibson et Ricky Morton)   | 4                | 400            |
| 6.  | Ricky Steamboat et Jay Youngblood                           | 5                | 347            |
| 7.  | Arn Anderson et Tully Blanchard                             | 2                | 323            |
| 8.  | Ric Flair et Greg Valentine                                 | 2                | 286[note]      |
| 9.  | Doom (Butch Reed et Ron Simmons)                            | 1                | 282            |
| 10. | The Nasty Boys (Brian Knobbs et Jerry Sags)                 | 3                | 259            |
| 11. | Sean O'Haire et Chuck Palumbo                               | 1                | 205            |

### Par catcheur
| #   | Catcheur        | Nombre de règnes | Jours combinés |
| --- | --------------- | ---------------- | -------------- |
| 1.  | Ole Anderson    | 8                | 1177[note]     |
| 2.  | Gene Anderson   | 7                | 992[note]      |
| 3.  | Rick Steiner    | 8                | 590            |
| 4.  | Scott Hall      | 7                | 573            |
| 5.  | Ricky Steamboat | 8                | 554            |
| 5.  | Kevin Nash      | 9                | 546            |
| 7.  | Arn Anderson    | 5                | 538            |
| 8.  | Scott Steiner   | 7                | 520            |
| 9.  | Greg Valentine  | 4                | 505[note]      |
| 10. | Booker T        | 11               | 483            |
| 11. | Stevie Ray      | 10               | 470            |